# Aansprakelijkheid
Aansprakelijkheid is een rechtsfiguur uit het burgerlijk recht die tot de verplichting kan leiden om de nadelige gevolgen van een bepaalde gebeurtenis te moeten dragen. Dit kan samenhangen met de voldoening van een of meer verbintenissen, ook wanneer hij of zij de verbintenis niet tot stand heeft gebracht. Als een (rechts)persoon door de rechter in een bepaald geval aansprakelijk wordt gehouden, kan door de rechter worden bepaald dat een verplichting tot voldoening van een geldsom ter compensatie van geleden schade bestaat. Het kan ook om een overheidsorgaan gaan. Wordt niet vrijwillig aan het vonnis voldaan, bestaan juridische mogelijkheden tot verhaal op het vermogen van de schadeplichtige.
Dat iemand aansprakelijk is, wil nog niet zeggen dat de verbintenis uiteindelijk ook daadwerkelijk ten laste van zijn of haar vermogen moet blijven. Aansprakelijkheid wordt echter vrijwel altijd in het verband van schadevergoeding geplaatst. De term aansprakelijkheidsrecht heeft alleen betrekking op schade.
Aansprakelijkheid moet worden onderscheiden van draagplicht.

## Doel van aansprakelijkheidsrecht
Het primaire doel van het civiele aansprakelijkheidsrecht is herstel of compensatie van geleden schade. Daarnaast kan er een preventieve gedragscorrigerende werking van uitgaan. Een derde doel van aansprakelijkheidsrecht kan genoegdoening zijn: erkenning voor het feit dat men schade geleden heeft.

## Uitgangspunt: schade zelf dragen
Het uitgangspunt in het civiele recht is dat men schade zelf dient te dragen. Er moeten zwaarwegende redenen zijn om van deze hoofdregel af te wijken. Het aansprakelijkheidsrecht stelt vast wanneer iemand (de laedens) in het algemeen of in een bepaald geval aansprakelijk is voor schade die een ander (de gelaedeerde) geleden heeft. Wettelijke aansprakelijkheid is van toepassing wanneer er schade is toegebracht door een persoon. Men kan voor deze schade aansprakelijk worden gesteld. Dat kan gebeuren als particulier of als ondernemer. Het kan zijn dat de schade is ontstaan door een ongeluk, door een wanprestatie of door een onrechtmatige daad, of per ongeluk door een kind of een huisdier.
Aansprakelijkheid moet niet worden verward met verantwoordelijkheid maar heeft er zijdelings wel mee te maken. Is iemand bijvoorbeeld verantwoordelijk voor het toezicht op een kind of dier, kan uit het verwaarlozen van die taak schadeplichtigheid ontstaan.

## Nederlands recht